# Rezerwat przyrody Las Bielański

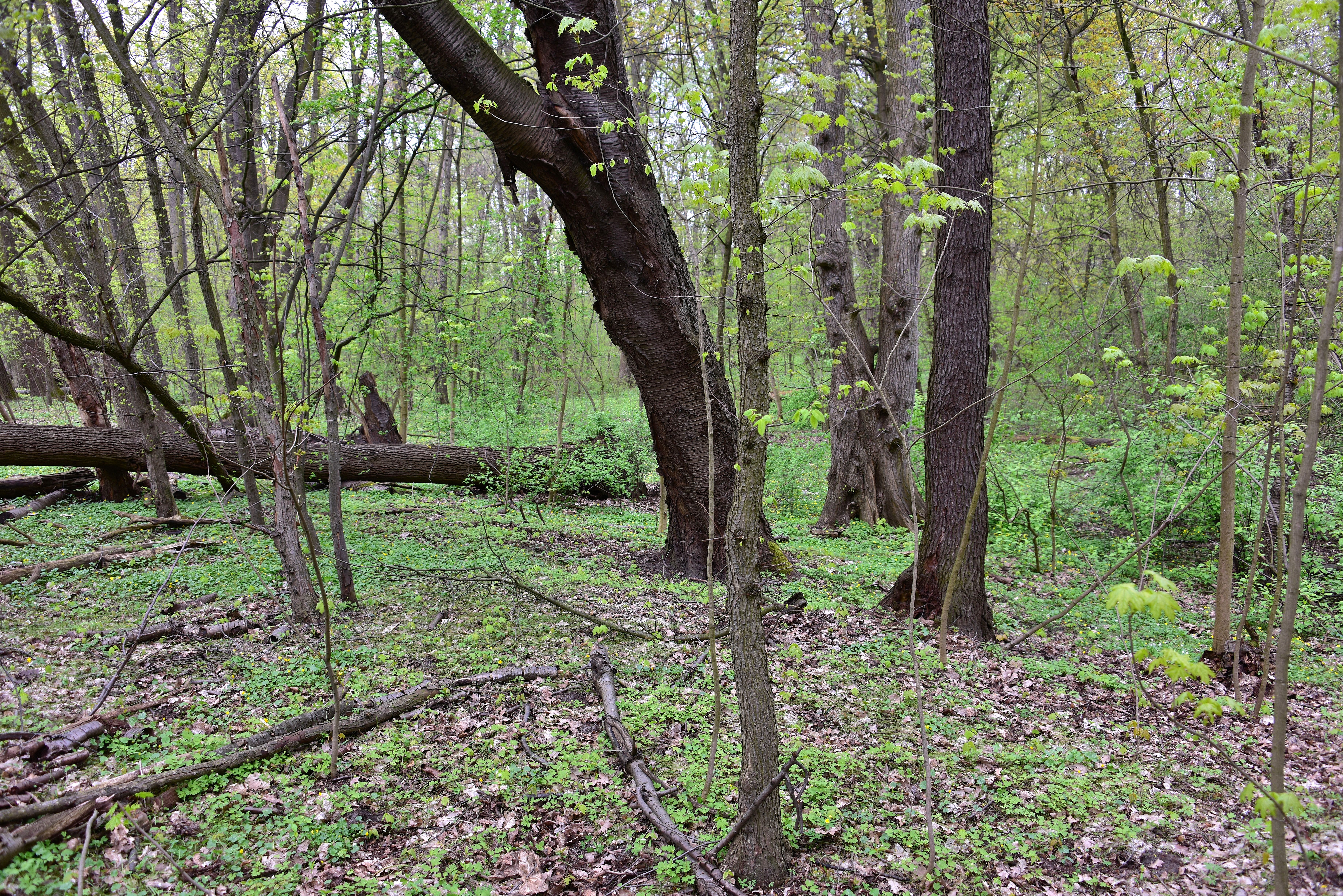
Łęg jesionowo-wiązowy

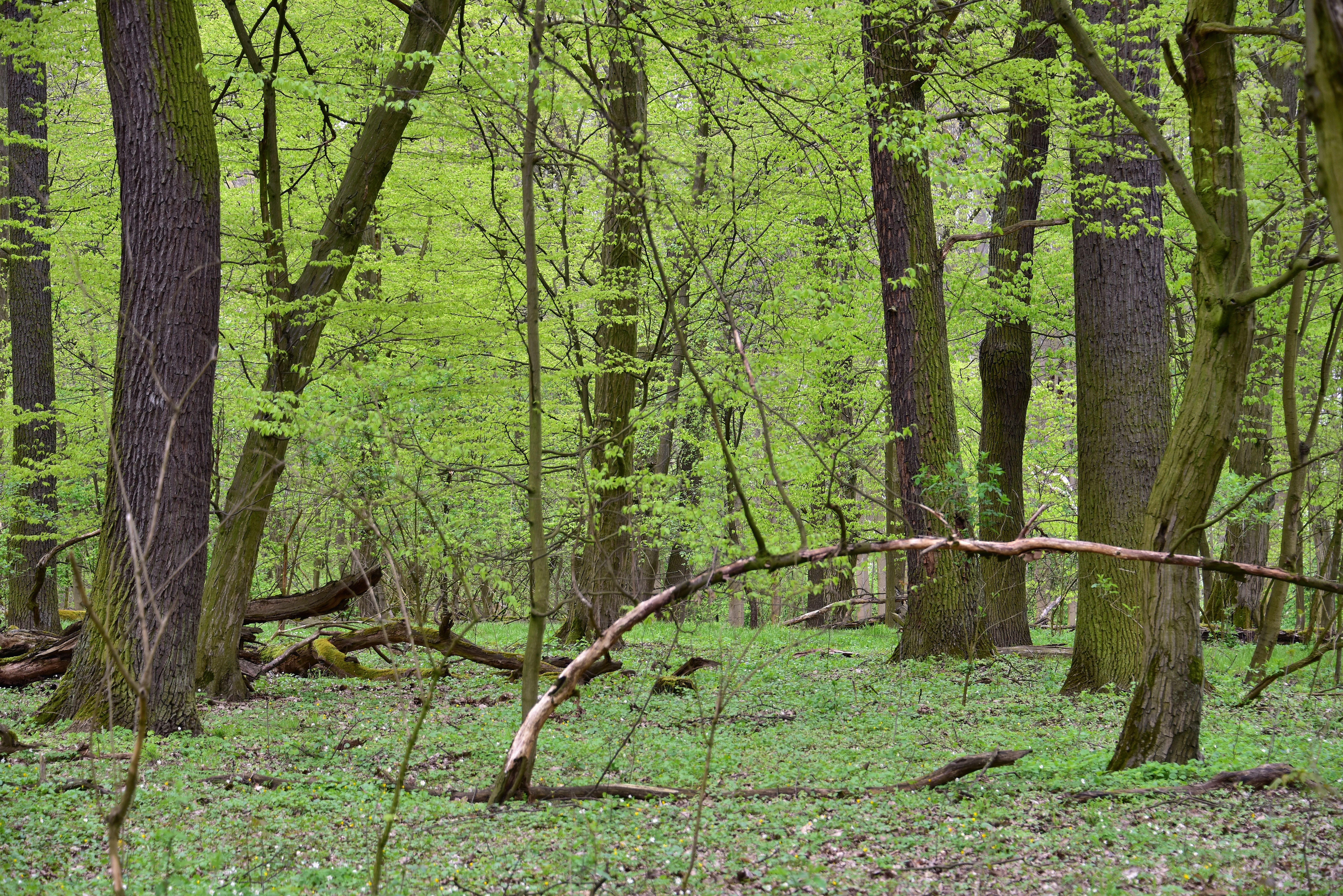
Grąd niski

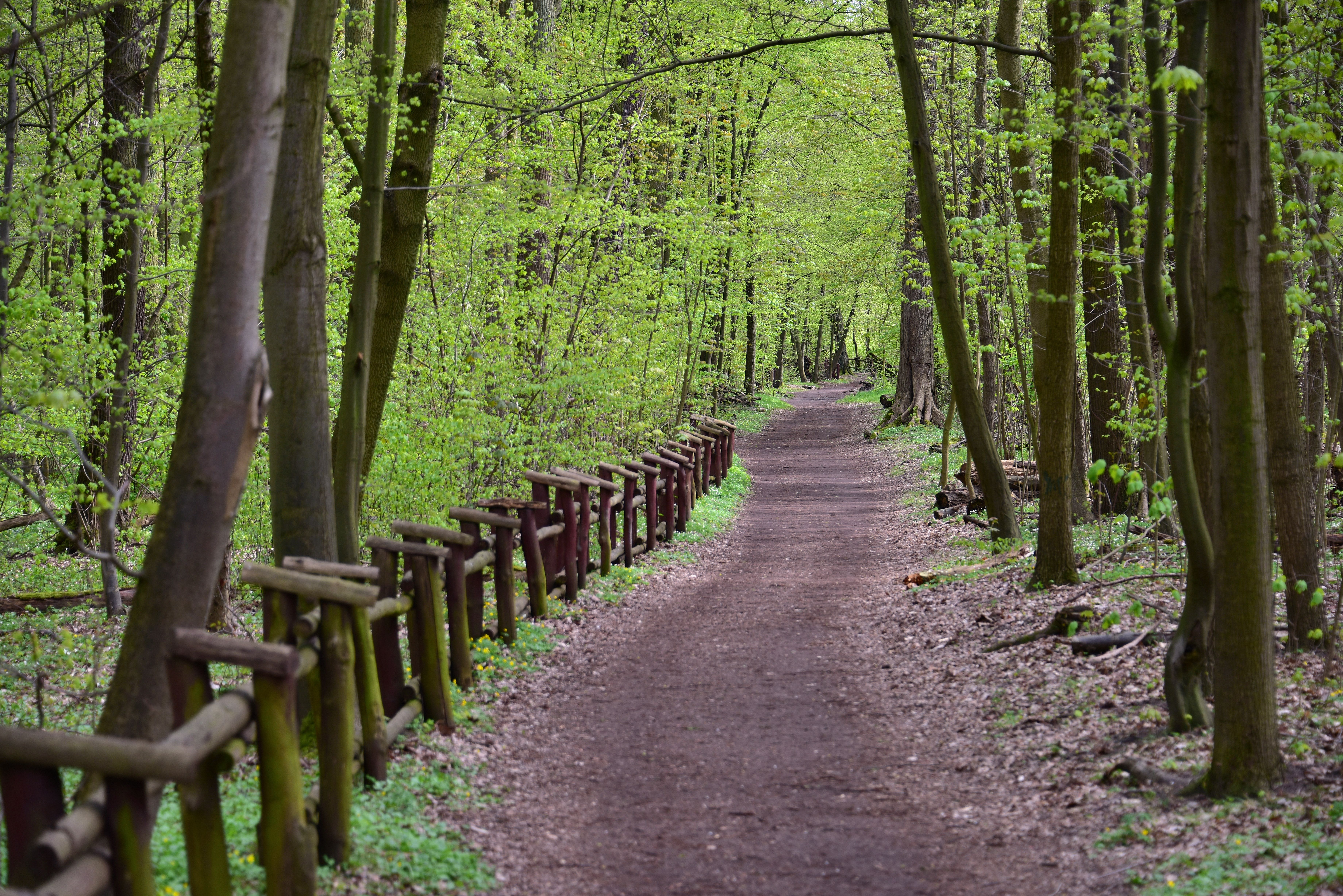
Jedna ze ścieżek we wschodniej części rezerwatu

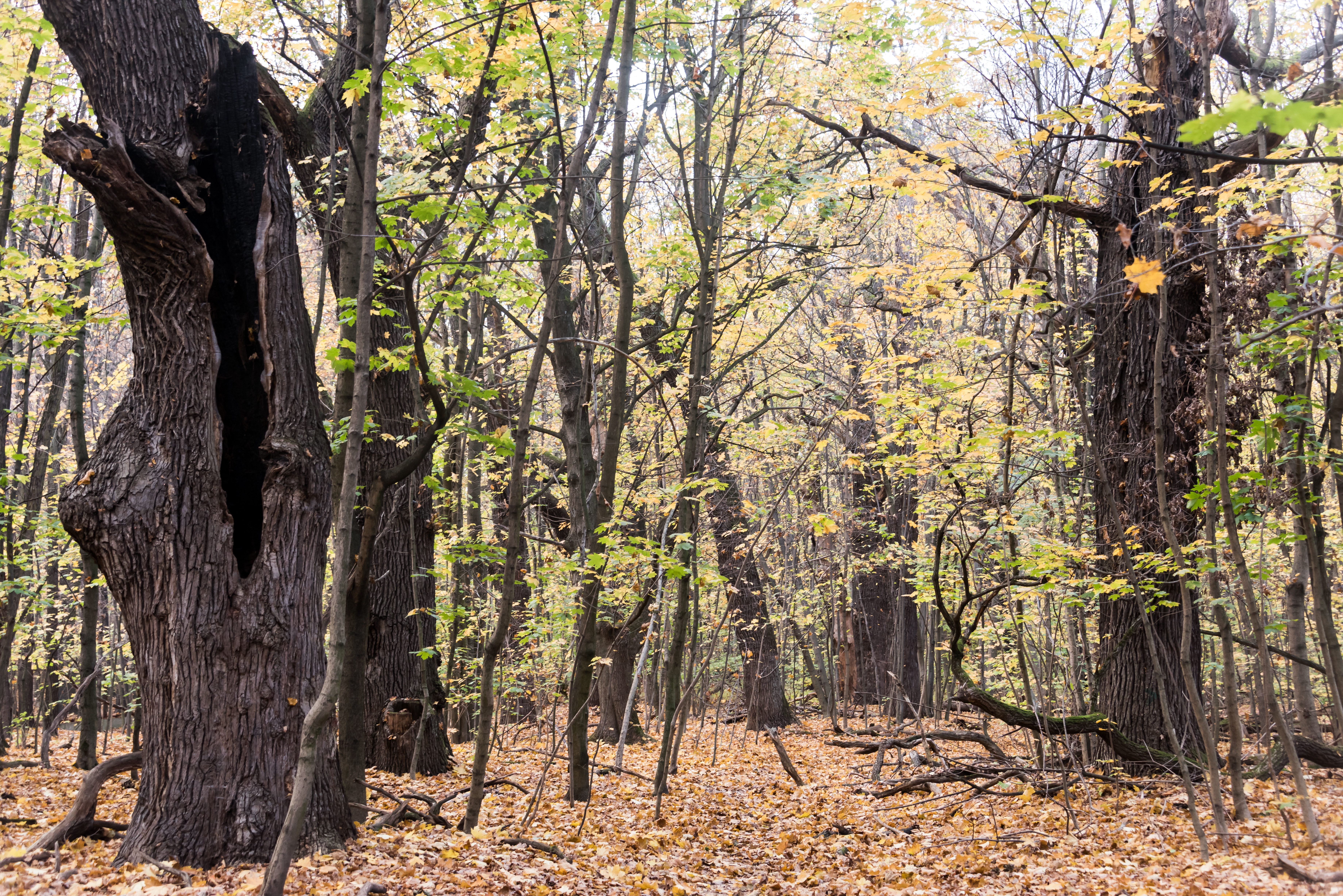
Fragment zachodniej części rezerwatu jesienią

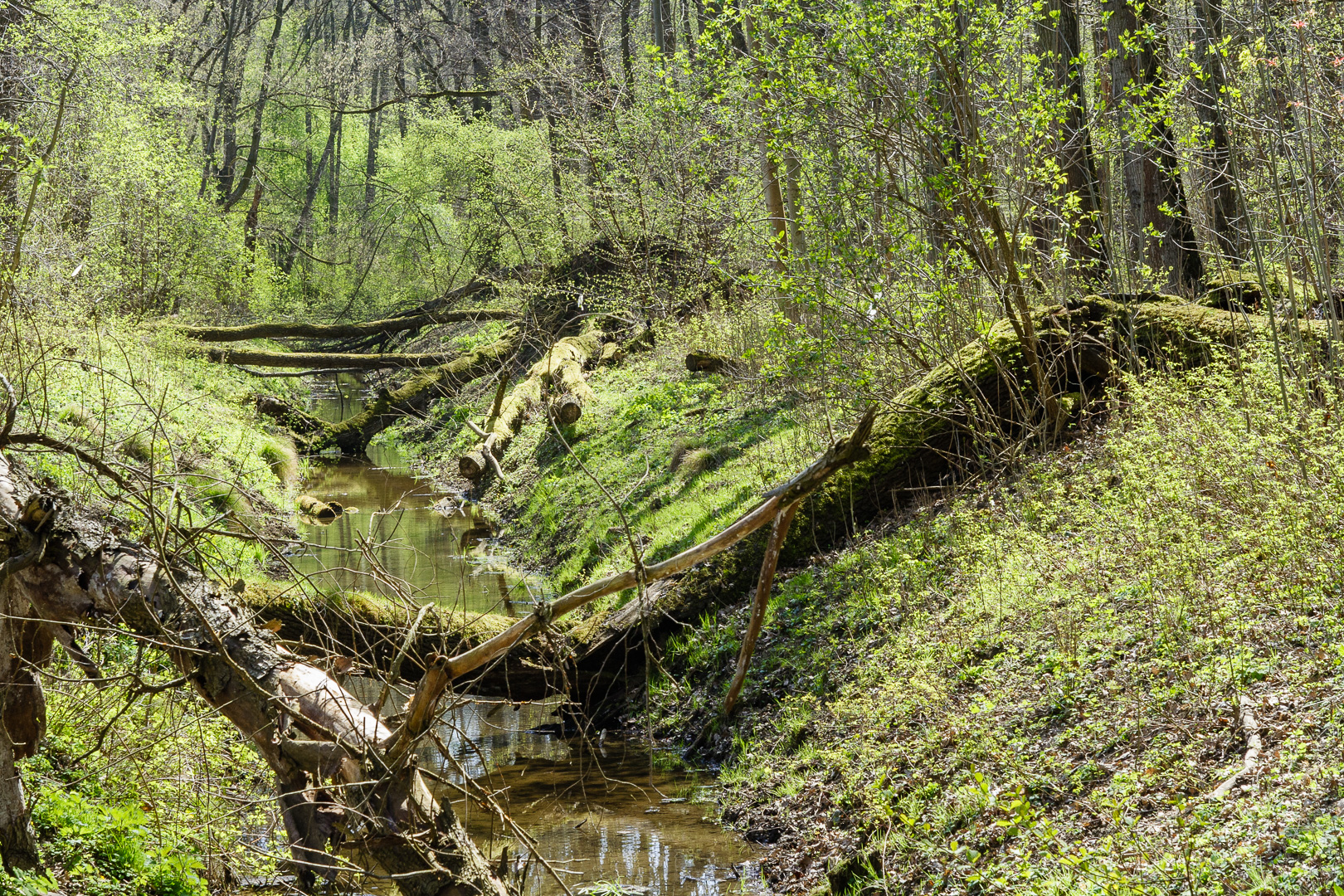
Rudawka płynąca przez Las Bielański

Las Bielański (inna nazwa: Las Bielany) – rezerwat przyrody położony w północnej części Warszawy, w dzielnicy Bielany.
Las Bielański jest pozostałością dawnej średniowiecznej Puszczy Mazowieckiej. Poprzez park Młociński i Las Młociński wąskim przesmykiem łączy się z Puszczą Kampinoską, z której czasami docierają tu dziki, jelenie, sarny, lisy, zające, a nawet łosie. Na stałe w mniej dostępnych fragmentach lasu mieszkają kuny, wiewiórki i różnego rodzaju ptaki, między innymi dzięcioł czarny – symbol Lasu Bielańskiego. Stwierdzono tam gniazdowanie 40 gatunków ptaków.
Celem ochrony jest zachowanie wartości społecznych i krajobrazowych Lasu Bielańskiego, w tym fragmentu skarpy wiślanej.

## Dane dotyczące powierzchni
- całkowita powierzchnia Lasu Bielańskiego – 151,82 ha;
- powierzchnia rezerwatu – 132,5915 ha[1] (akt powołujący podawał 130,35 ha);
- powierzchnia otuliny – 200,58 ha[1];
- powierzchnia obszaru Natura 2000 PLH140041 „Las Bielański” – 129,84 ha.

## Historia
Początki dziejów Lasu Bielańskiego związane są z historią średniowiecznej wsi Polków, która była własnością książęcą, a w XVII wieku po przeniesieniu stolicy do Warszawy, aż do rozbiorów należała do królów Polski. W XVII wieku powstał tu zespół klasztorny kamedułów na Bielanach (do białego koloru habitów kamedułów nawiązuje nazwa dzielnicy – Bielany).
Atrakcyjność terenu sprawiła, że od XVII wieku las był wykorzystywany jako miejsce zabaw, biesiadowania i wypoczynku mieszkańców Warszawy.
W czasie rozbiorów w pobliżu zbudowano osiedle dla rodzin carskich żołnierzy. Obecnie na terenie tego osiedla rośnie 80-letni las robiniowy.
W 1930 las został włączony do miasta. Powstał tu Park Kultury z karuzelą. Napływ odpoczywających i bawiących się ludzi powodował niszczenie naturalnego środowiska leśnego. By chronić unikatową przyrodę w 1973 roku utworzono rezerwat. Na odcinku sąsiadującym z Laskiem Bielańskim w celu ochrony środowiska budowaną w latach 1972–1974 Wisłostradę poprowadzono na estakadach o długości ok. 850 metrów. Rozpoczęto także likwidację Parku Kultury, który zamknięto na wniosek władz Warszawy w październiku 1986.
Rezerwat jest położony między ulicami: Podleśną, Marymoncką i Wybrzeżem Gdańskim (Wisłostradą). Przez północną jego część przebiega ul. Dewajtis.
14 kwietnia 2006 na ul. Dewajtis ustanowiono zakaz zatrzymywania się w postaci znaku B-36.
6 marca 2008 Mazowiecki Urząd Wojewódzki po zasięgnięciu opinii Wojewódzkiej Rady Ochrony Przyrody oraz na podstawie ww. wyników pomiaru hałasu stwierdził, że organizacja koncertu w ramach Juwenaliów 2007 r. stanowiła naruszenie przepisów prawnych wynikających z art. 15 ust. 1 pkt 20 ustawy z dnia 16 kwietnia 2004 r. o ochronie przyrody.

## Cele rezerwatu
Głównym celem działań w rezerwacie, prócz ochrony lasu, jest doprowadzenie drzewostanu do postaci naturalnej, takiej jaka istniała, gdy na Las nie oddziaływało wielkie miasto.
Przywracanie stanu pierwotnego następuje przez eliminowanie gatunków obcych, np. robinii i dębu czerwonego, i zastępowanie ich gatunkami typowymi dla Puszczy Mazowieckiej. Usuwa się także rośliny, których nadmierny rozrost jest wynikiem szkodliwego oddziaływania czynników cywilizacyjnych, np. czarny bez.

## Budowa i rzeźba terenu
Las Bielański zajmuje teren o urozmaiconej rzeźbie. Wyróżnia się tu 4 tarasy. Przekrój poprzeczny przez tarasy wygląda jak obniżające się w kierunku Wisły czterostopniowe schody.

### Taras bielański
Najwyżej położony taras to fragment równiny polodowcowej porośniętej grądem wysokim. Równinę przecina dolina erozyjna wykorzystywana przez Potok Bielański. Strumień wciął się w głąb równiny morenowej. W stosunkowo miękkich, łatwo ulegających erozji osadach polodowcowych wyrzeźbił dolinę oraz wąwozy i kręte jary. Pierwotnie źródła potoku znajdowały się w rejonie Wawrzyszewa, a ujście do Wisły w rejonie wzgórza klasztornego. Tam wody potoku spiętrzał system zapór i kaskad poruszających koła młyńskie i tworzących stawy rybne. Na skutek prowadzonych prac melioracyjnych Potok Bielański został skanalizowany i podłączony do kolektora. Stawy przestały istnieć, a wskutek obniżenia poziomu wód gruntowych potok zamienił się w okresowy strumień. Na tarasie bielańskim na Polkowej Górze znajduje się punkt widokowy. W pobliżu tego miejsca znajdowała się średniowieczna osada Polków.
Wysoczyzna polodowcowa kończy się na skarpie, której wysokość sięga 100 m n.p.m., jednocześnie wyniesiona jest na 20 m w stosunku do doliny Wisły. Skarpa przecina dalej lewobrzeżną Warszawę w kierunku południowo-wschodnim, równolegle do koryta Wisły. Jest wyraźnie widoczna na wysokości Cytadeli, Starego Miasta, Łazienek, Królikarni na Ursynowie i w Natolinie.

### Taras pradoliny Wisły
Poniżej bielańskiego, leży piaszczysty taras, pokryty niegdyś ruchomymi wydmami wypełniającymi szeroką pradolinę Wisły. Kilkanaście tysięcy lat temu wydmy zostały unieruchomione roślinnością. Dziś tworzą piaszczyste wydłużone pagórki, najlepiej widoczne w południowej części lasu od strony ulicy Podleśnej. W tej części lasu dużą domieszkę drzewostanu stanowi sosna.

### Taras nadzalewowy
Taras porośnięty grądem niskim we właściwej dolinie zwany też tarasem praskim.

### Taras zalewowy
Najniższy taras, dawniej bagienny i łąkowy, obecnie zarośnięty olszami i zaroślami. W przeszłości ten obszar był zagrożony zalewami wiślanych wód powodziowych.
Przez taras zalewowy przepływa rzeczka Rudawka. Obecnie jest to tylko pozostałość po rzeczce, która miała źródła w Lasku na Kole. Po wschodniej stronie Rudawki jeszcze w latach 30. XX wieku istniała wilgotna łąka kośna, a obecnie rośnie tam drzewostan olszowy.

## Siedliska rezerwatu
Do siedlisk rezerwatu należą wspomniany już grąd wysoki, wydmy, grąd niski naturalny i przeobrażony, łęg, oraz pozostałości po dawnych bagnach.

### Grąd wysoki bielański
Żyzne polodowcowe gliny tarasu bielańskiego zasobne w składniki mineralne porasta grąd wysoki – las grabowo-dębowy. Jego drzewostan stanowią przede wszystkim stare dęby szypułkowe, rzadsze bezszypułkowe oraz grab. Jako domieszka występują lipa drobnolistna, klon zwyczajny i sosna, która jest gatunkiem wycofującym się, to znaczy, że występują tylko starsze osobniki i nie ma naturalnych odnowień. Runo tego siedliska budują zawilec gajowy, wiechlina gajowa, perłówka zwisła i turzyca palczasta.

### Grąd niski bielański
Na tarasie nadzalewowym występuje naturalny grąd niski, gdzie rosną stare dęby i graby z niewielkimi domieszkami innych gatunków. Obwód niektórych dębów mierzony na wysokości 130 cm przekracza 3 m. Runo grądu niskiego zmienia się w ciągu sezonu wegetacyjnego. Wczesną wiosną rosną zawilec gajowy, złoć żółta, kokorycz pełna i miodunka ćma. Następnie kwitną konwalijka dwulistna, prosownica rozpierzchła i szczawik zajęczy. Latem natomiast w runie grądu niskiego nic nie kwitnie ze względu na tak zwany martwy cień – korony drzew całkowicie odcinają dopływ promieni słonecznych.
Od połowy lat osiemdziesiątych niektóre fragmenty lasów stały się miejscem noclegowym zimowej populacji gawrona i kawki. Liczba ptaków nocujących zimą w Lesie Bielańskim waha się od 120 do 220 tysięcy ptaków. Wpływ przenawożenia na rośliny przejawia się nadmiernym wzrostem części nadziemnych, ich usychaniem podczas suszy i małą odpornością na mróz. Las podlegający takiemu oddziaływaniu silnie się zakrzewia i zachwaszcza, wiele drzew, szczególnie grabów, obumiera. Obszar tak zmienionego lasu to około 20 ha.

### Łęg bielański
Taras zalewowy porasta między innymi łęg jesionowo-wiązowy (w części lasu przylegającej do Wisłostrady). Posiada cechy lasu pierwotnego. W drzewostanie występują stare dęby, wiązy szypułkowe, olchy czarne, jesiony wyniosłe, klon jawor i klon zwyczajny. W niższych warstwach drzewostan tworzą dzika jabłoń, grusza, czereśnia, dereń i czeremcha zwyczajna. W runie wczesną wiosną kwitną zawilec żółty i ziarnopłon wiosenny, później gajowiec żółty i jaskier kosmaty, wilgotne zagłębienia porasta gwiazdnica gajowa.

## Szlaki piesze i rowerowe
Rezerwat „Las Bielański” został udostępniony społeczeństwu na mocy Zarządzenia Nr 43 Regionalnego Dyrektora Ochrony Środowiska w Warszawie z dnia 24 sierpnia 2016 r. w sprawie wyznaczenia szlaków na terenie rezerwatu przyrody „Las Bielański”. Wyznaczono w rezerwacie szlaki piesze i pieszo-rowerowe (na których pierwszeństwo mają piesi). Ruch pieszy i rowerowy może odbywać się wyłącznie po wyznaczonych szlakach.
Na terenie rezerwatu nie wyznaczono miejsc wprowadzania psów ani miejsc i obszarów udostępnionych dla celów sportowych i rekreacyjnych.

## Plan ochrony
Plan ochrony rezerwatu ustanowiono na 20 lat Zarządzeniem Regionalnego Dyrektora Ochrony Środowiska w Warszawie z dnia 22 września 2016 r., publikowanym w Dzienniku Urzędowym Województwa Mazowieckiego, poz. 8575.